# Farina gegenüber

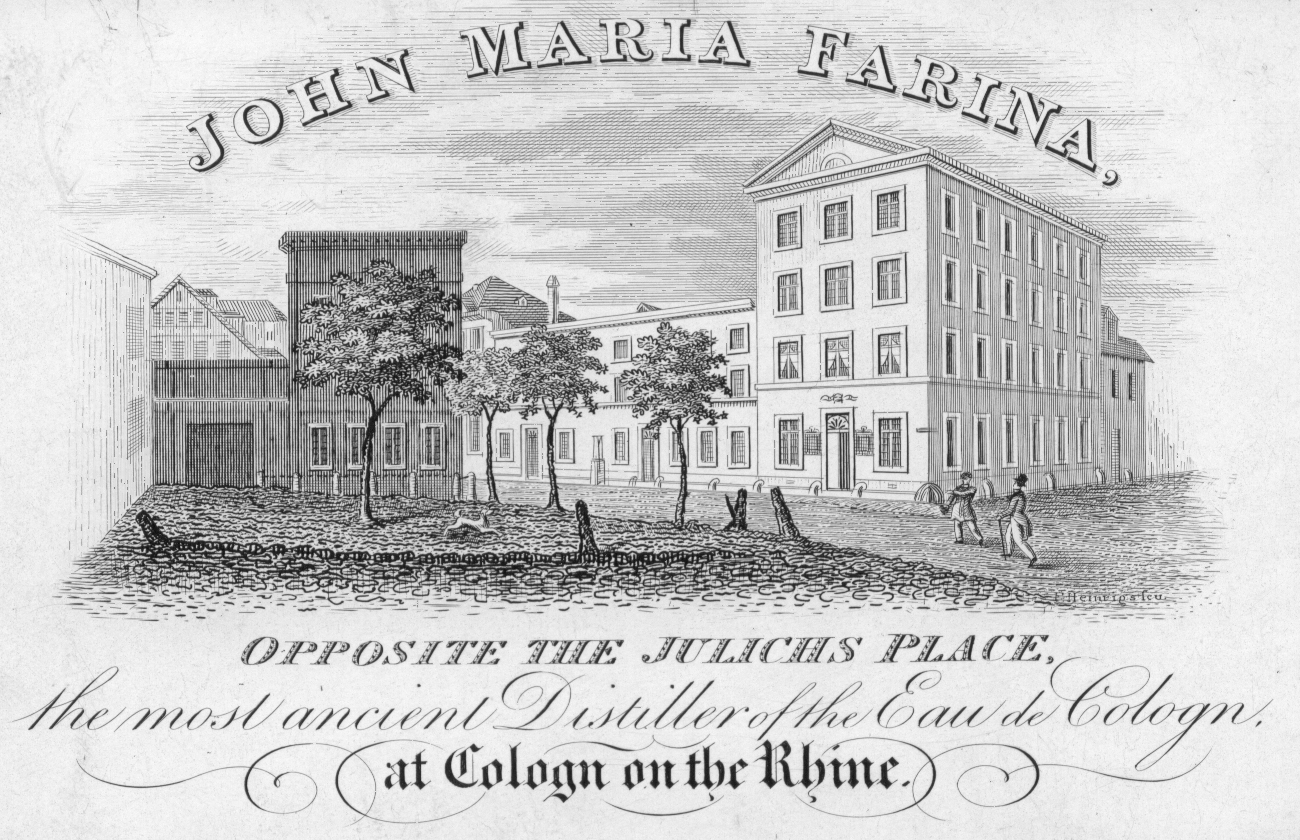
La Casa Farina.

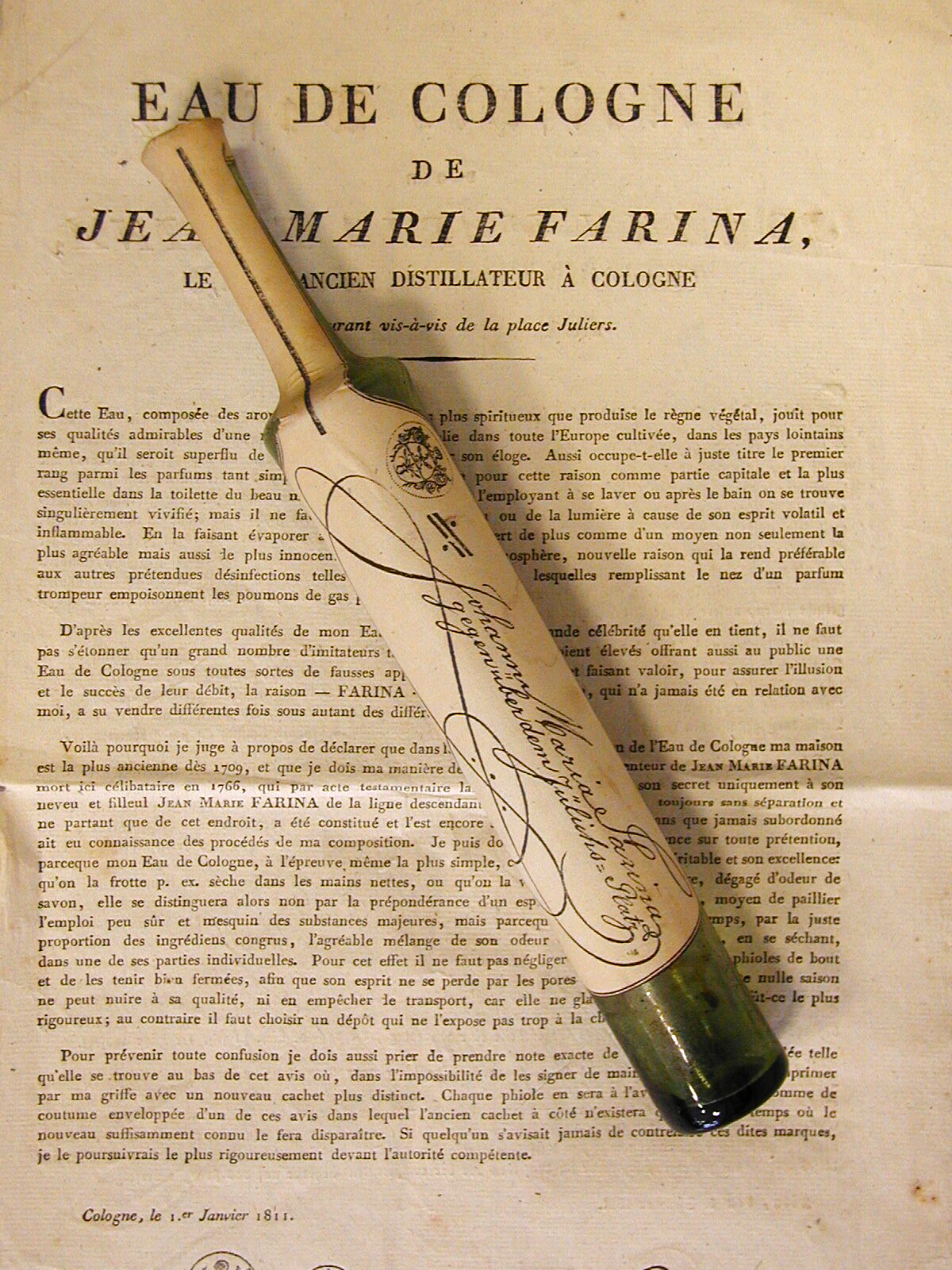
Eau de Cologne, frasco original, 1811.

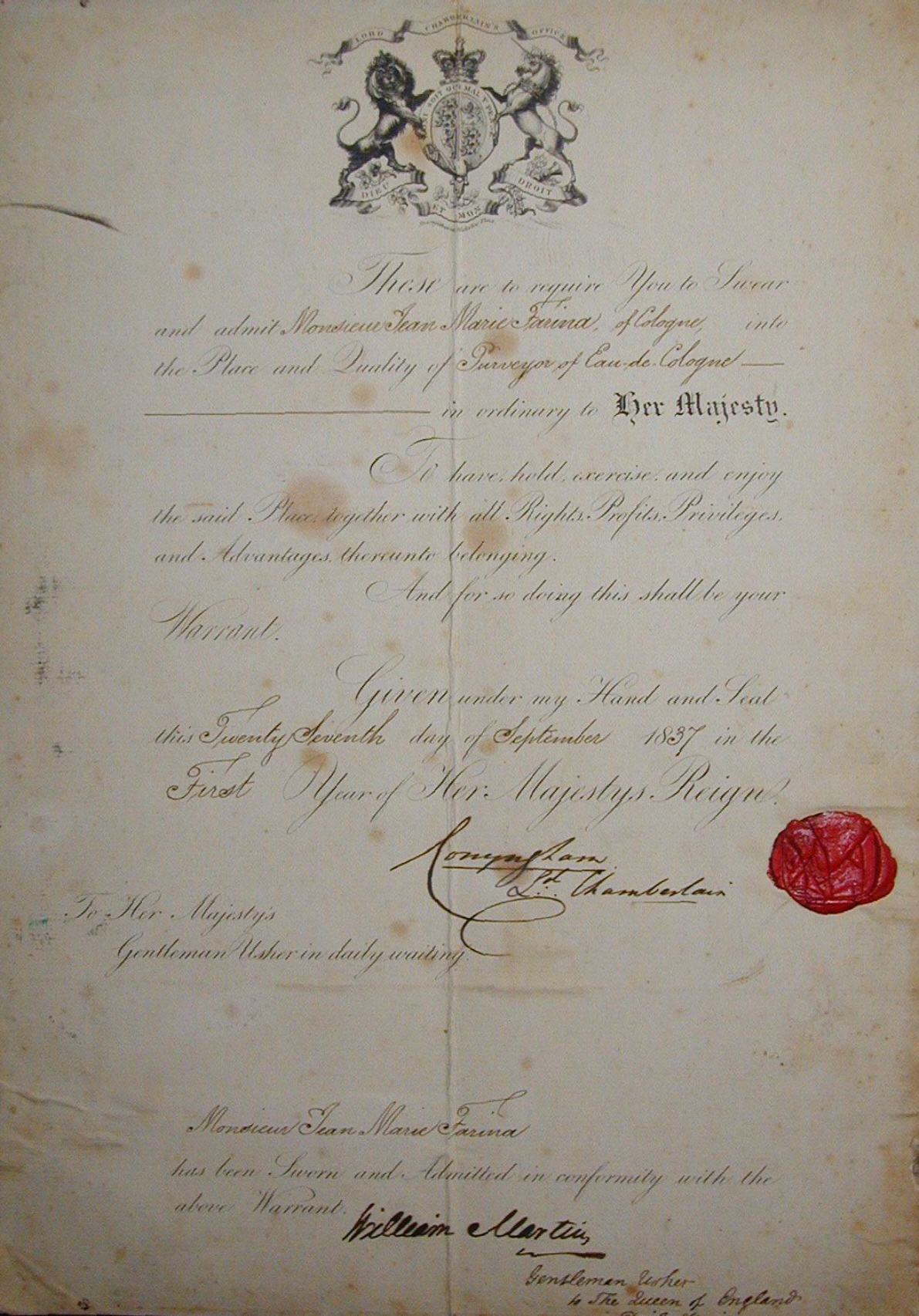
Documento de 1837 de su HM Reina Victoria.

Johann Maria Farina gegenüber dem Jülichs-Platz GmbH (literalmente, 'Johann Maria Farina, en frente de la Plaza de Jülich'), a menudo simplemente de manera abreviada Farina gegenüber, fue creada por Juan María Farina en la primera mitad del siglo XVIII, y hoy en día es la fábrica de perfume más antigua del mundo.
Se encuentra situada en Colonia, Alemania, y su símbolo es un tulipán rojo.
La denominación de la empresa fue empleada durante mucho tiempo en francés: «Jean Marie Farina vis-à-vis la Place Juliers depuis 1709».
Farina fue el proveedor oficial de perfume de muchas casas reales en Europa.
La fábrica de perfume sigue funcionando hoy en día, regentada por la familia Farina en su octava generación. En la Casa Farina, la casa natal del Eau de Cologne, se encuentra el Museo del Perfume.

## Historia de la compañía

### El precursor
El 1 de agosto de 1709 alquiló Johann Baptist Farina (II), con la ayuda de su tío Johann Maria Farina (Giovanni Maria Farina) un local en la calle hoy en día llamada Unter Goldschmidt en Colonia. Allí creó Johann Baptist junto con su cuñado Franz Balthasar Borgnis la empresa Farina & Compagnie, la cual, a través de la entrada en la compañía de Johann Maria Farina (I) y Carl Hyeronimus Farina en 1714 y 1716, cambió su nombre por el de „Gebrüder Farina & Comp.“ ('Hermanos Farina y Comp.'). Los Farina se dedicaban a negociar con mercancías de seda, cordones de oro y plata, medias y pañuelos de seda, tabaco, lacre, plumas, pelucas, polvos de talco y otros artículos parecidos.

### Los comienzos de la Casa Johann Maria Farina
Después de 1716 la compañía Gebrüder Farina & Comp. atravesó varias veces problemas económicos, fue entonces cuando Franz Balthasar Borgnis y Carl Hieronymus abandonaron el negocio. Johann Baptist (II) y Johann Maria Farina (I) continuaron sin embargo con la compañía, bajo el nombre de «Fratelli Farina» o «Les frères Farina». Durante los siguientes años se concentraron en el negocio de comisión y expedición, en conjunto el desarrollo de la empresa no avanzó demasiado. El 24 de abril de 1732 muere Johann Baptist Farina (II). Johann Maria (I) hizo durante los meses siguientes un inventario y dirigió la empresa a partir de 1733 bajo la denominación «Johann Maria Farina», la cual sigue siendo todavía hoy en día utilizada. La situación de la empresa parece que presenta una mejoría ya a partir de este momento. El 31 de mayo de 1733 en una carta a su primo Francesco Barbieri en Santa Maria Maggiore (Piamonte) escribe Johann Maria (I):

…comintio avanzare in eta e si come laudato a dio che ho fatto il primo e il piu difficile fondamento di questo mio negotio che mi da pane cotidiano e che va dun giono a l’altro sempre di bene in meglio, il mio bramo col tempo sarebe di vedere in mia piaza un giovine proprio di podere continuare e reduplicarlo…
…He llegado al punto en el que las primeras dificultades del negocio, el cual me da el pan cotidiano, empiezan a ser mejoradas día a día. Con el tiempo depende de mi continuar con el negocio y reduplicarlo…

Tan solo dos años después de que Johann Maria Farina (I) asumiese la dirección del negocio solo, adquiere el gran derecho ciudadano (Großbürger) de la ciudad de Colonia. En la correspondiente entrada en el Bürgeraufnahmebuch ('Libro de admisión de ciudadanos') trasciende que mientras tanto Farina se había traslado a la esquina Obenmarspforten/Gülichsplatz, donde todavía se encuentra la sede del negocio hoy en día. Durante 1730 y 1740 la empresa experimentó un fuerte alza, que radicaba sobre todo en el negocio de expedición, mientras que el negocio con fragancias no pasaría a primer plano hasta 1760.

#### Eau admirable(Agua admirable)
Ya desde su entrada en la empresa Farina & Compagnie en 1714 había producido Johann Maria Farina (I) una fragancia con el nombre de Eau admirable. El historiador Wilhelm Mönckmeier supone que la receta y la fabricación de esta mercancía estaba en el negocio de su hermano y de su compañero. Durante la concepción del Eau admirable (del latín Aqua (ad)mirabilis), originariamente concebido como general para diversos usos, con ayuda de un procedimiento de destilación planificado servía «Agua admirable», se aprovechó Farina de un novedoso modo de fabricación, en el cual una mezcla de aceites etéreos sería diluida en alcohol muy concentrado. Este uso de sustancias aromáticas en una solución de alcohol era una innovación que fue traída a Alemania de la mano de familias italianas, como la familia Farina.
Esta fragancia era una novedad en sí misma debido a su frescura y ligereza, lo que la diferenciaban completamente de las esencias de perfume frecuentemente utilizadas como la canela, la madera de sándalo o el almizcle. En 1708 Johann Maria Farina (I) escribió a su hermano Johann Baptist (II):

Ich habe einen Duft gefunden, der mich an einen italienischen Frühlingsmorgen erinnert, an Bergnarzissen, Orangenblüten kurz nach dem Regen. Er erfrischt mich, stärkt meine Sinne und Phantasie.
He encontrado una fragancia que me recuerda al amanecer italiano, a narcisos de la montaña, a naranja floral poco después de la lluvia. Me refresca, fortalece mis sentidos y mi fantasía.

Para las notas de bergamota, los frutos cítricos deben recogerse verdes, antes de que la esencia de perfume sea extraía de su follaje. La mayor dificultad para la producción tardía radica en la cosecha de cada año —como en el caso del vino—, ya que las condiciones climáticas ocasionan diferentes tipos de aromas. El perfumista se encuentra entonces ante el desafío de proporcionar una composición constante a partir de la mezcla de diferentes esencias.

#### Eau de Cologneconquista el mercado europeo
Johann Maria Farina (I) se limitó en un principio al comercio en Colonia y la venta en la feria de muestras de Fráncfort del Meno. El envío de la mercancía aparece por primera vez documentado en el Libro de copias de cartas de la empresa en el año 1716, cuando Farina envió doce botellas a Madame Billy en Aquisgrán. Entre 1720 y 1730 el envío permanece cuantitativamente escaso, aunque la difusión se extiende ya hasta París, a donde Farina envió en noviembre de 1721 la primera entrega con 24 botellas. En la década de 1730 se amplía el círculo de clientes. Mönckemeier registró para los años entre 1730 y 1739 el envío de cerca de 3.700 botellas a un total de 39 direcciones. El propio Farina menciona en una carta del 9 de agosto de 1737 envíos a Francia, Portugal, España, Países Bajos, Alemania e Italia.
La Eau Admirable goza en estos momentos de una creciente popularidad. En una carta del 31 de agosto de 1734 Farina informa al comerciante berlinés Fromerey de que había proveído al rey prusiano Federico Guillermo. Oficiales del ejército francés, que volvían a su país tras el final de la Guerra de Sucesión polaca, facilitaron la entrada de esta mercancía en el territorio francés. De esta época data la denominación Eau de Cologne, la cual aparece por primera vez en los documentos de la empresa en una carta de Farina al Barón von Laxfeld en Münster el 22 de junio de 1742:

Monsieur Peiffer d Bacharach me fait voir une de vous lettre par laquele vous luy demande six boutellie de Eau de Cologne. Cet ensi que on lapelle en France, mais en soie mesme cet de leau admirable, et je suis le seulle qui faie de la veritable …
Señor Peiffer de Bacharach me ha mostrado una carta de usted mediante la cual le pide seis botellas de Eau de Cologne. Es así como se la llama en Francia, pero es lo mismo que el Eau Admirable, y yo soy el único que produce la verdadera…

En la década de 1740 las ventas aumentaron constantemente. Se realizaban pedidos regulares desde Ruan, París, Estrasburgo, Magdeburgo, Tréveris, Wesel, Cléveris, Lyon y Viena. Los productos de Farina también eran enviados a Ámsterdam, La Haya, Lieja, Lille, Aquisgrán, Düsseldorf, Bonn, Braunschweig, Fráncfort del Meno, Leipzig, Augsburgo, Stuttgart, Bamberga, Maguncia y Coblenza.
En una carta del 9 de abril de 1747 resumía Farina: «Eau de Cologne es ahora conocida en toda Europa».
El negocio con Eau de Cologne tuvo un auge significante durante la Guerra de los siete años. Farina abastecía a oficiales de los dos ejércitos franceses, para los cuales la fragancia se había convertido, junto con las pelucas y el polvo de talco, en un artículo de lujo. Los oficiales franceses, por su parte, enviaban también el Eau de Cologne a sus lugares de origen para que sus mujeres, novias y amigos pudiesen también utilizarlo. El porcentaje de clientes franceses era tan grande, que Mönckmeier llegó a la conclusión de que el negocio de Eau de Cologne de Farina podía ser descrito en los años 1750 y 1760 como prácticamente un negocio francés. En lo que concierne al volumen del negocio Mönckmeier cifra los envíos para el período comprendido entre 1750 y 1759 en 12.371 botellas, para los últimos siete años hasta la muerte de Johann Maria Farina (I) ya 27.393 botellas. Cuando Farina muere en 1766 ya se había convertido el comercio con Eau de Cologne en casi el negocio principal de su empresa.

#### Envase, sello de calidad y publicidad
Johann Maria Farina (I) utilizaba para envasar sus fragancias una botella alargada de color verde, denominada Rosolien o Rosolieflacons. Las Rosolien eran vendidas con una cantidad de 8 onzas, así como la mitad de 4 onzas. En la década de 1760 se empezaron a fabricar botellas con un cuarto, es decir, con 2 onzas. Las que más se compraban eran las medias botellas, las de 6 y las de 9. La autenticidad de la mercancía era atestiguada por el sello rojo con el blasón de la familia. Además se añadía en cada pedido una hoja con el modo de empleo escrito por el propietario de su puño y letra. Según este modo de empleo, el Agua de Colonia no era solo para uso externo, sino que también ofrecía sus buenos oficios en el cuidado de los dientes, el buen olor del aliento y la lucha contra las enfermedades contagiosas. Cuando Madame Duplessis de Nogent en agosto de 1785 en Colonia preguntó si la parálisis de su marido podía ser curada con Eau de Cologne, Johann Maria Farina (III) le contestó que debía impregnar un lienzo con el Agua y frotar con el mismo las zonas dolorosas. Además debía echar tres veces por semana cincuenta gotas en el agua del pozo. «Por lo menos», aparece en la escritura, «de esta manera no corre el riesgo de causarle ningún daño». Tan solo en el año 1811 desaparece del modo de empleo la observación de los efectos medicinales del producto. En 1803 la firma de puño y letra del propietario pasó a realilzarse a través de un sello, lo que posibilitó que cada botella contase con una de estas hojas.

### La empresa bajo Johann Maria Farina (III), 1766–1792
Tras la muerte de Johann Maria Farina (I) en 1766, su sobrino Johann Maria Farina (III) tomó las riendas del negocio. Su tío lo había acogido en su casa en 1733, pero tras una disputa Johann Maria Farina (III) se puso a como soldado a disposición del servicio neerlandés. En 1747 regresa a Colonia, y trabaja a partir de este momento como empleado de su tío. A partir de 1749 lleva él mismo su propio negocio y posee también una fábrica de chocolate. Paralelamente vendió también el Eau de Cologne en Düsseldorf, ciudad a donde se había mudado el hermano de su tío, Carl Hieronymus Farina, tras su retirada de la empresa Gebrüder Farina & Comp. ('Hermanos Farina y Comp.') en 1717. Mönckmeier supone que Johann Maria Farina (III), como futuro heredero, fue atraído ya en tiempos de Johann Maria Farina (I) por la fabricación de la fragancia.
Dado que Johann Maria Farina (III) tras la muerte de su tío no podía continuar sin ayuda al frente de los diversos negocios —producción de Agua de Colonia, tienda, negocio de expedición y comisión, así como una fábrica de chocolate— tomó a Carl Anton Zanoli, antiguo empleado de su tío, como socio. Zanoli, que trabajaba desde 1747 en la Casa Farina, aportó su experiencia en el negoció de comisión y expedición, pero sin embargo no se le fue confiado el secreto de fabricación del Eau de Cologne. Él participaba en el beneficio de la empresa, pero esta relación —que duró seis años— permaneció oculta de cara al exterior. Nunca más en la historia de la empresa se volvería a darse la presencia de un socio no perteneciente a la familia Farina.
Tras la marcha de Zanoli, Farina (III) se vuelca en intensificar el negocio de Eau de Cologne. El libro de contabilidad señala para los diez años comprendidos entre 1767 y 1776 un fuerte crecimiento en lo concerniente al envío de mercancías:
Tabla: Envíos de Eau de Cologne de la Casa Farina 1767–1776
|      |  |                      |  |      |  |                      |
| 1767 |  | 259 Dutzend Flaschen |  | 1772 |  | 436 Dutzend Flaschen |
| 1768 |  | 319                  |  | 1773 |  | 513                  |
| 1769 |  | 213                  |  | 1774 |  | 503                  |
| 1770 |  | 245                  |  | 1775 |  | 557                  |
| 1769 |  | 291                  |  | 1776 |  | 641                  |
|      |  |                      |  |      |  |                      |

La dimensión del mercado de Farina se extendía por toda Europa, con la excepción de Italia, España y Portugal, pero sin embargo la demanda más importante seguía viniendo de Francia. Lamentablemente no es posible conocer mediante nuestras fuentes, si los destinatarios de estos envíos de Eau de Cologne enviaban a su vez estos pedidos a otros lugares; no obstante, se puede suponer que, principalmente a través de las ciudades portuarias, el Eau de Cologne llegaba a clientes de otros lugares más alejados. El primer envío directo de Eau de Cologne a la India está documentado en el año 1776. Al final de la década de 1780 Farina abandona las demás ramas de su negocio para pasar a concentrarse así en la producción de Eau de Cologne y en la fábrica de chocolate.
Johann Maria Farina (III) muere el 30 de junio de 1792 sin haber tomado ninguna decisión sobre el futuro de la empresa. De esta manera esta pasa a manos de su esposa e hijos, y ello pone fin a la época en que la compañía fue dirigida por tan solo una persona.

## De 1914 hasta hoy
La empresa fue designada en 1872 como proveedora de la Corte Imperial y Real (k.u.k. Hoflieferant).

## Clientes célebres
- 1734 • Federico Guillermo I de Prusia
- 1736 • Clemente Augusto I de Baviera
- 1738 • Carlos VI del Sacro Imperio Romano Germánico
- 1740 • María Teresa I de Austria
- 1745 • Luis XV de Francia; Federico II el Grande; Voltaire
- 1758 • Fernando VI de España
- 1782 • Wolfgang Amadeus Mozart
- 1791 • Estanislao II Poniatowski
- 1797 • Luisa de Prusia
- 1800 • Gustavo IV Adolfo de Suecia
- 1802 • Johann Wolfgang von Goethe
- 1804 • Napoléon I de Francia
- 1806 • Antonio Víctor de Austria
- 1811 • María Luisa de Francia; Francisco I de Austria; Hermann von Pückler-Muskau
- 1815 • Alejandro I de Rusia; Alexander von Humboldt; Klemens von Metternich
- 1820 • Simón Bolívar
- 1822 • Pedro I de Brasil
- 1824 • Heinrich Heine
- 1830 • Guillermo IV de Gran Bretaña, Irlanda y Hannover
- 1837 • Victoria I, emperatriz de la India, reina de Gran Bretaña e Irlanda
- 1841 • Federico Guillermo IV de Prusia
- 1843 • Nicolás I de Rusia
- 1846 • Ernesto Augusto I de Hannover
- 1847 • Cristián VIII de Dinamarca y Noruega
- 1850 • Federico Augusto II de Sajonia; Federico VII de Dinamarca
- 1855 • Alejandro II de Rusia; Juan de Sajonia
- 1861 • Guillermo I de Prusia
- 1866 • Luis I de Portugal

| - 1868 • Napoleón III de Francia; Carlos I de Württemberg; Benjamin Disraeli - 1871 • Guillermo I de Alemania - 1872 • Luis II de Baviera - 1872 • Francisco José I (Austria-Hungría); Isabel de Austria, reina de Hungría (Sissi) - 1873 • Leopoldo III de Bélgica; Alberto de Sajonia - 1874 • Óscar II de Suecia - 1876 • Víctor Manuel II de Italia - 1877 • Cristián IX de Dinamarca; Mark Twain - 1878 • Umberto I de Italia - 1880 • Guillermo III de los Países Bajos - 1881 • Carlos I de Rumanía - 1888 • Guillermo II de Alemania; Mori Ōgai - 1889 • Oscar Wilde - 1894 • Otón I de Baviera - 1901 • Eduardo VII, emperador de la India, rey de Gran Bretaña e Irlanda - 1910 • Jorge V, emperador de la India, rey de Gran Bretaña e Irlanda - 1921 • Thomas Mann - 1925 • Franz Lehár - 1927 • Gustavo V de Suecia - 1928 • Konrad Adenauer - 1935 • Marlene Dietrich - 1939 • Heinz Rühmann - 1951 • Soraya de Persia - 1959 • Indira Gandhi; Romy Schneider - 1964 • Françoise Sagan - 1970 • Hildegard Knef - 1987 • Diana de Gales - 1999 • Bill Clinton |